# Tomás Jofresa
Tomás Jofresa Prats (Barcelona; 25 de enero de 1970) es un exjugador de baloncesto español. Con 1.85 metros de estatura, jugaba en la posición de base.

## Trayectoria
Es hijo del también jugador de baloncesto Josep María Jofresa y de la jugadora de balonmano Lita Prats Gimeno. Al igual que su hermano Rafael, inició su carrera deportiva en el Joventut de Badalona, siguiendo la estela de su padre y muy guiado por él.  En la década de los noventa, destacó dentro de la cancha por la calidad de su juego, su fuerte carácter y por ser uno de los primeros bases españoles en machacar la canasta. De hecho, en la temporada 90-91 se presentó al concurso de mates del All Star de Zaragoza. Fue internacional por España en todas las categorías siendo integrante de la selección española absoluta en 29 ocasiones, y participó en los JJOO de Barcelona '92, y en los Eurobaskets '93 y '97.
Con el club de su vida, el Joventut de Badalona, lo ganaría todo siendo un jugador clave en el equipo: 1 Euroliga, 2 Korac, 2 ligas ACB y 2 Copas Príncipe de Asturias.
Después de dejar Badalona tras nueve temporadas como profesional en el club verdinegro, Tomás jugó una temporada y media en Unicaja de Málaga, y media temporada en CB Granada.
El la temporada 98-99 ficha por la Benetton de Treviso, de la mano de Zeljko Obradovic, con quién fue campeón de la Euroliga con el Joventut. En Treviso gana una Copa Saporta (antigua Recopa de Europa).
Después de su aventura en Italia, Tomás ficha por el Gijón Baloncesto donde cuaja 2 grandes campañas, especialmente la primera.
Su última temporada en ACB fue en el Casademont Girona, rindiendo también a un gran nivel.
La 2002-03 las jugó en el Panellinios GS griego, y en 2003, en el Benfica, puso fin a una trayectoria envidiable como jugador profesional. Leyenda en Badalona y con un palmarés envidiable.
Durante 5 años retransmitió los partidos de baloncesto del Vive Menorca ACB para el canal autonómico balear IB3 y del Lucentum Alicante para la televisión valenciana Canal 9.
Actualmente reside en Menorca, concretamente en Ferrerías, que define como su paraíso particular.
Participa en la creación de actividades de cursos de formación, conferencias y actividades team-building, con especialización en el diseño y organización de eventos, dinámicas y actividades formativas complementarias a reuniones de empresa.

## Equipos
- Joventut de Badalona (1987-1996)
- Unicaja Málaga (1996-1998)
- Granada (1998)
- Benetton Treviso (1998-1999)
- Gijón (1999-2001)
- Girona (2001-2002)
- Panellinios GS (2002-2003)
- Benfica (2003).

## Palmarés
- 1 Euroliga (1994).
- 2 Ligas ACB (1991, 1992)
- 1 Copa Saporta (1999)
- 1 Copa Korac (1990)
- 2 Copas del Príncipe de Asturias (1989, 1990).
- En 2 ocasiones designado por la prensa deportiva internacional como integrante del quinteto ideal de la Final Four de Istanbul '92 y Tel Aviv '94, donde consiguió la Euroliga con el Joventut de Badalona.